# Médoc (AOC)
Pour les articles homonymes, voir Médoc (homonymie).
Le médoc est un vin français d'appellation d'origine contrôlée qui peut être produit sur tout le vignoble du Médoc, une des subdivisions du vignoble de Bordeaux. Dans la pratique, il ne concerne que la moitié septentrionale du vignoble, celle méridionale produisant du haut-médoc et des appellations communales (margaux, moulis, listrac-médoc, saint-julien, pauillac et saint-estèphe).
En 2000-2010, l'AOC médoc était produite sur une superficie de 5 700 ha pour une production moyenne de 300 000 hl, soit un rendement moyen de 57 hl/ha. Essentiellement produit en rouge, la production de blanc (auparavant vendu comme du bordeaux blanc) sous l'appellation est autorisée à partir de 2025.

## Historique
L'appellation est reconnue par le décret du 14 mai 1938, puis le cahier des charges a été mis à jour dernièrement en décembre 2011, en août 2015, en novembre 2017, en novembre 2018, en novembre 2021, en octobre 2022 et en août 2025 (autorisation du blanc).

### Étymologie
Plusieurs hypothèses ont été avancées pour expliquer l'origine du nom « Médoc » :
- un dérivé de l'expression « Meduli litus »[12] dont le sens pourrait être « entre les deux bords » (de mer)[13] ;
- un dérivé de l'expression In medio aquæ, signifiant « au milieu des eaux »[14] ;
- une altération de pagus Medullicus (« pays médullique »), se référant à une possible occupation de la péninsule par une branche du peuple montagnard des Médulles lors de l'âge du fer.

## Situation

### Aire géographique

Carte des vignobles du Médoc (au nord) et des Graves (au sud) de part et d'autre de l'agglomération bordelaise : l'aire d'appellation du médoc couvre le Bas-Médoc ainsi que toutes les appellations du Haut-Médoc.

La production de cette appellation se fait essentiellement au vignoble au nord de Saint-Estèphe (la zone appelée le Bas-Médoc), mais son aire couvre un total de 50 communes, soit tout le vignoble du Médoc de la banlieue nord de Bordeaux jusqu'à l'Atlantique : Arcins, Arsac, Avensan, Bégadan, Blaignan-Prignac, Blanquefort, Castelnau-de-Médoc, Cissac-Médoc, Civrac-en-Médoc, Couquèques, Cussac-Fort-Médoc, Gaillan-en-Médoc, Grayan-et-l'Hôpital, Jau-Dignac-et-Loirac, Labarde, Lamarque, Lesparre-Médoc, Listrac-Médoc, Ludon-Médoc, Macau, Margaux-Cantenac, Moulis-en-Médoc, Naujac-sur-Mer, Ordonnac, Parempuyre, Pauillac, Le Pian-Médoc, Queyrac, Saint-Aubin-de-Médoc, Saint-Christoly-Médoc, Saint-Estèphe, Saint-Germain-d'Esteuil, Saint-Julien-Beychevelle, Saint-Laurent-Médoc, Saint-Médard-en-Jalles, Saint-Sauveur, Saint-Seurin-de-Cadourne, Saint-Vivien-de-Médoc, Saint-Yzans-de-Médoc, Sainte-Hélène, Salaunes, Soulac-sur-Mer, Soussans, Le Taillan-Médoc, Talais, Valeyrac, Vendays-Montalivet, Vensac, Le Verdon-sur-Mer et Vertheuil.
Cette aire recouvre celles du haut-médoc, du saint-estèphe, du pauillac, du saint-julien, du listrac-médoc, du moulis et du margaux.

### Orographie et géologie

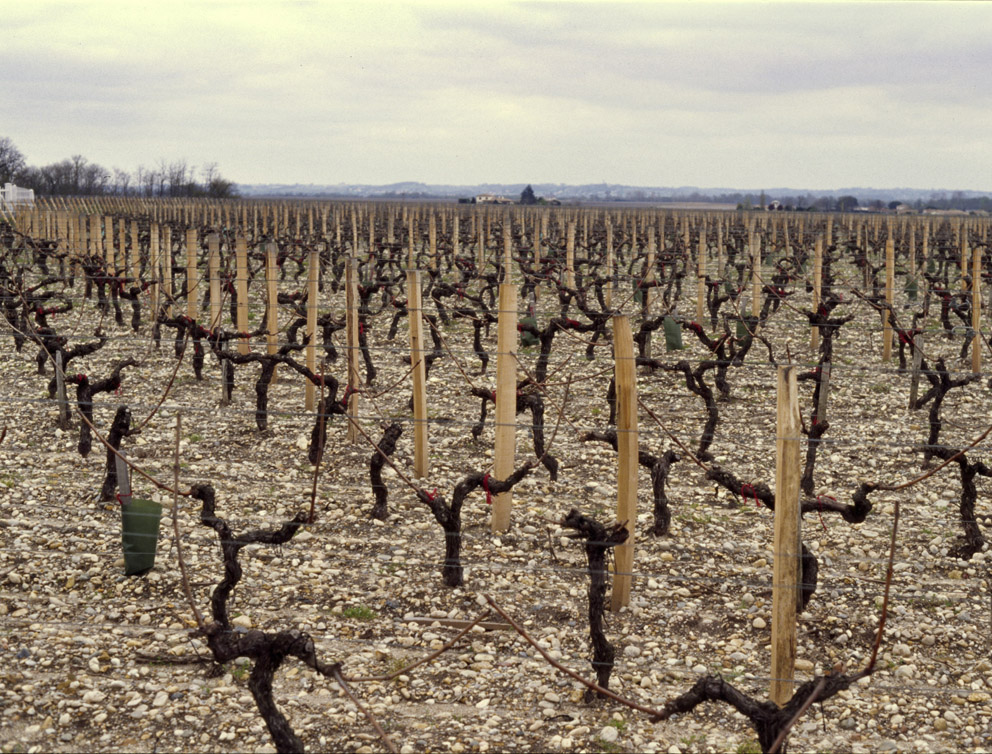
Vignes plantées sur un sol de graves, à Moulis-en-Médoc.

Le Médoc est une région plane au relief très peu accentué. Les vignes sont plantées sur des alluvions détritiques du Quaternaire appelées « croupes de graves ». Ces croupes sont séparées par des petits ruisseaux de drainage, dans le Médoc ils portent le nom de « jalles » (par exemple : la Jalle de Blanquefort),,.
Les sols sont principalement composés de graves, c'est-à-dire un mélange de graviers, de galets et de sables, avec des nuances étant donné l'étendue de l'aire d'appellation et la présence d'un sous-sol argilo-calcaire affleurant très marginalement. Les différentes graves se sont déposées en bandes parallèles à la rive de l'estuaire mais sont découpées perpendiculairement depuis la dernière glaciation : les vignes sont principalement installées sur ces croupes bien drainées.

### Climatologie
Le climat du médoc est très proche du climat océanique constaté à la station Météo-France de Mérignac.
Cependant, la surface couverte crée des climats locaux divers. La forêt des landes du Médoc isole un peu le vignoble des effets directs de l'océan. Au nord, cette protection est réduite, mais elle s'accroit vers le sud, une des raisons de la qualité de ses vins.

## Vignoble

### Encépagement
Les cépages autorisés par le cahier des charges de l'appellation sont, pour faire du rouge, le cabernet franc N, le cabernet sauvignon N, le merlot N, le carménère N, le côt N (le malbec) et le petit verdot N. Pour produire du médoc blanc sous l'appellation, sont autorisés depuis 2025 la muscadelle B, le sauvignon B, le sauvignon gris G et le sémillon B.
Les cépages les plus plantés sont d'abord le cabernet sauvignon N, très majoritaire dans le vignoble du Médoc (de 30 à 85 % selon les propriétés), suivi par le merlot N ; ils sont accompagnés plus marginalement par le cabernet franc N, le petit verdot N et le côt N. Le cabernet sauvignon N est de maturité tardive, il résiste bien à la pourriture grise grâce à sa peau épaisse. Le merlot N et le cabernet franc N mûrissent plus tôt.
À titre de réponse au changement climatique, sont autorisés, dans la limite de 5 %, en rouge l'arinarnoa N (tannat × cabernet sauvignon), le castets N, le marselan N (cabernet sauvignon × grenache) et le touriga nacional N ; en blanc l'alvarinho B, le floréal (de) B, le liliorila B, le sauvignac (de) B et le souvignier gris (en).

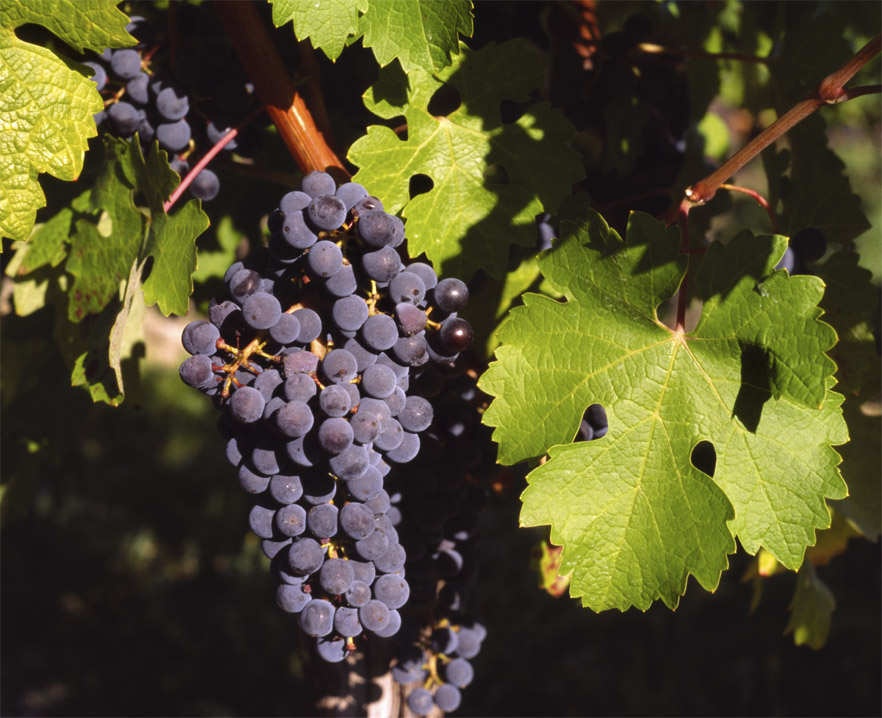
Grappe de cabernet sauvignon N.
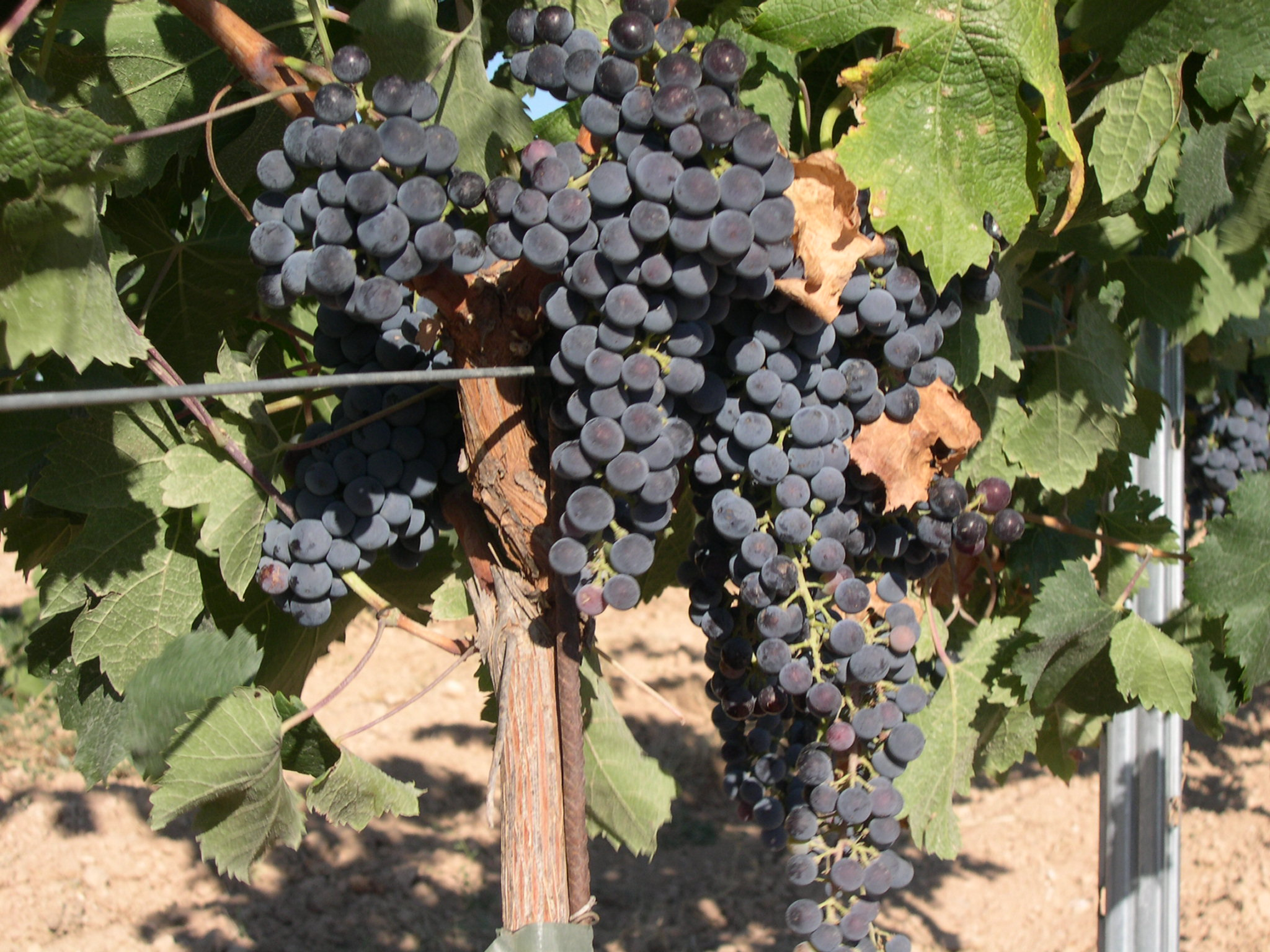
Grappes de merlot N.

### Récolte
Le rendement maximum est fixé par le cahier des charges à 55 hectolitres par hectare, pouvant monter certaines années jusqu'au rendement butoir de 65 hl/ha.
Les rendements moyens déclarés ont été, pour l'ensemble de l'appellation :
| Année | Superficie (ha) | Production (hl) | Rendement (hl/ha) |
| ----- | --------------- | --------------- | ----------------- |
| 2017  | 5 613           | 240 489         | 42                |
| 2018  | 5 592           | 283 842         | 50                |
| 2019  | 5 677           | 230 596         | 40                |
| 2020  | 5 721           | 239 894         | 42                |
| 2021  | 5 662           | 205 816         | 36                |
| 2022  | 5 596           | 211 511         | 38                |
| 2023  | 5 325           | 236 573         | 44                |
| 2024  | 4 838           | 129 840         | 27                |

## Vins

### Gastronomie
Le médoc offre une robe grenat avec de la brillance. Le nez est incisif, droit, sur des arômes de fruits rouges comme la groseille, doublés par les fruits cuits, le deuxième nez révèle toute la profondeur de la structure avec des fragrances de fève de cacao, d’épices, de cèdre. En bouche, la matière est puissante, soutenue par des tanins fins profonds avec du grain, la finale est somptueuse, sans lourdeur, sur des notes de sous bois et de réglisse. Avec les années, les arômes évoluent généralement vers des notes animales et de torréfaction.
Le médoc est à boire à partir de sa 2e année. Il peut être conservé durant cinq à dix ans. Comme de nombreux vins rouges, le vin médoc doit être servi entre 15 et 17 °C.
Les accords mets-vin possibles avec le médoc sont le carré d'agneau, l'entrecôte grillée, le pigeon rôti, le lapin, le lièvre. Le médoc peut également être associé aux fromages à pâte pressée non cuite (cantal, édam, gouda, mimolette, saint-nectaire...).

### Classement
Parmi les producteurs de l'appellation, 91 ont été classés en 2025 parmi les crus bourgeois, ainsi que treize autres parmi les crus artisans.